# Francazal, Haute-Garonne
Francazal är en kommun i departementet Haute-Garonne i regionen Occitanien i södra Frankrike. Kommunen ligger i kantonen Salies-du-Salat som tillhör arrondissementet Saint-Gaudens. År 2022 hade Francazal 28 invånare.

## Befolkningsutveckling
Antalet invånare i kommunen Francazal
Referens:INSEE